# Amici di Maria De Filippi (prima edizione, fase iniziale)
La prima edizione del talent show musicale Amici di Maria De Filippi (all'epoca chiamato e conosciuto come Saranno famosi) è andata in onda nella sua fase iniziale dal 17 settembre 2001 al 16 marzo 2002 su Italia 1 nella fascia pomeridiana dal lunedì al venerdì con la conduzione di Daniele Bossari e con la puntata speciale del sabato pomeriggio in onda dal 1º dicembre 2001 con la conduzione di Maria De Filippi (conduttrice storica del programma), mentre con l'inizio della fase serale a partire dal 23 marzo 2002 gli speciali del sabato pomeriggio sono stati condotti da Marco Liorni. Da martedì 19 marzo con la prima puntata in prima serata è iniziata la fase serale di questa edizione.

## Regolamento
Nella fase iniziale la classe viene suddivisa in titolari (26) e riserve (20), distinti nelle categorie seguenti: ballerini, cantanti, attori, musicisti e presentatori. Le lezioni possono essere seguite da tutti, titolari e riserve, con la differenza che solo i primi sono sottoposti al giudizio degli insegnanti. La fase iniziale si può suddividere in ulteriori due fasi:
Nella prima fase i titolari devono dimostrare di poter mantenere il posto nella scuola ottenendo la sufficienza in tutte le materie e in particolare nella propria. I titolari che risultano insufficienti nella propria materia sono considerati "traballanti" e chiamati a sostenere una verifica il cui esito negativo comporta la perdita della nomina di titolare e l'uscita dalla scuola. Il posto libero viene occupato da una riserva, non necessariamente della stessa categoria, scelta a discrezione della commissione.
In un secondo momento le riserve possono sfidare i titolari e in caso di vittoria ottenere il posto del titolare sfidato. Le sfide vengono valutate da un giudice interno, un insegnante della commissione. In caso di perdita della riserva, questa ha la possibilità di ripresentarsi per la sfida dopo un periodo minimo di un mese (ulteriormente diminuito nel corso del programma, dando via a catene di sfide riproposte). Da questo momento comincia a prevalere l'aspetto televisivo sull'aspetto didattico, le sfide vengono aperte anche a sfidanti esterni alla scuola, eliminando quindi la categoria delle riserve e rendendo quindi le lezioni accessibili ai soli titolari. Si può parlare quindi di una seconda fase della fase iniziale in cui le sfide sono sempre più seguite dal pubblico televisivo dando inizio a una serie di polemiche e contrasti. In particolar modo il dubbio sull'imparzialità del giudice interno, che troppo spesso dava vincente il titolare e quasi mai lo sfidante, ha dato largo spazio ad una polemica che ha portato a valutare le successive sfide da un giudice esterno al fine di garantire l'imparzialità di giudizio. Inoltre la modalità di sfida è passata da un confronto rapido senza preparazione (freestyle nel caso della danza) ad una che consentisse ai due sfidanti di essere seguiti dagli insegnanti ed arrivare ugualmente preparati alla sfida (una coreografia nel caso della danza).
Le categorie vengono ridotte a 3 fondamentali: canto, ballo e recitazione. In questo modo vengono eliminate le categorie dei musicisti e dei presentatori accorpandole rispettivamente in quelle di canto e recitazione. Questo è stato motivo di alcuni ritiri e del verificarsi di alcune sfide di ingresso tra sfidanti esterni per ottenere il banco libero di titolare.
In parallelo alla crescita televisiva del programma vi è l'inserimento del televoto e della classifica di gradimento attraverso i quali ogni settimana il pubblico da casa sceglie il proprio preferito. Viene quindi inserito l'esame per l'ultimo in classifica: il titolare è chiamato quindi a dimostrare la sufficienza in tutte le tre materie, una sola insufficienza comporta la perdita del banco e l'uscita dalla scuola.
Per accedere al serale i titolari sono tenuti ad affrontare un esame di sbarramento il cui esito positivo dipende dall'aver ottenuto la sufficienza in ogni materia (canto - ballo - recitazione - conduzione televisiva). 

Con questo meccanismo accedono al serale solamente 20 componenti.

## Titolari
BALLERINI
- Antonio Baldes
- Chiara Bigioni
- Alessia Natale
- Erika Parisi
- Alessandra Piras
- Daniela Romano
- Dalila Timaco
- Stefano Veronese

CANTANTI
- Mirna Brancotti
- Marco Campanale
- Francesca Caselli
- Dennis Fantina
- Giuseppe "Joseph" Giannico
- Monica Hill
- Paolo Idolo
- Maria Pia Pizzolla

 MUSICISTI 
- Andrea Cardillo [chitarra]
- Gian Marco "Chicco" Careddu [batteria]
- Graziano Pimpolari [basso]

ATTORI
- Gianluigi "Gigi" Garretta
- Marco Maestrelli
- Valeria Monetti

 PRESENTATORI 
- Pier Paolo Astolfi
- Alfredo Raffaele "Fred" Avitaia
- Zita Fusco
- Renato Sannio

Nel corso del programma hanno ottenuto il banco anche i seguenti ragazzi:
BALLERINI
- Alessandro Vigilante - occupa il banco liberato da Chiara Bigioni
- Mario Crocetta - vince la sfida contro Stefano Veronese
- Claudia Mannoni - vince la sfida contro Dalila Timaco
- Leonardo Fumarola - vince la terza sfida contro Mario Crocetta
- Clementina Giacente - vince la seconda sfida contro Daniela Romano
- Marianna Scarci - occupa il banco liberato da Alessandra Piras vincendo la sfida d'ingresso contro Miriam Della Guardia
- Miriam Della Guardia - vince la sfida contro Erika Parisi
- Ermanno Rossi - occupa il banco liberato da Marco Maestrelli vincendo la sfida d'ingresso contro Giuseppe Scatà

CANTANTI
- Manuele Morroni  - occupa il banco liberato da Marco Campanale
- Michael Calandra - occupa il banco liberato da Graziano Pimpolari
- Francesco Giannini - occupa il banco liberato da Manuele Morroni vincendo una sfida di ingresso contro Francesco Bagetta, Salvatore Brancaccio, Domenico Cerabona, Matteo Facenna, Antonio Gorgoretti, Mario Marzari, Danilo Pappalardo, Riccardo Santoro, Davide Sorrentino e Massimo Traversi
- Antonella Loconsole - vince la sfida contro Francesca Caselli
- Gabriele Carbotti - vince la sfida contro Francesco Giannini
- Miriam Castorina - occupa il banco liberato da Mirna Brancotti vincendo la sfida d'ingresso contro Elisa Krishnasamy

ATTORI
- Irene Nurzia Humburg - occupa il banco liberato da Joseph Giannico

## Riserve
BALLERINI
- Deborah Augè
- Mario Crocetta
- Lidia Giulia Di Francescantonio
- Claudia Mannoni
- Francesca Rotundo
- Alessandro Vigilante

CANTANTI
- Michael Calandra
- Luciano Casalinuovo
- Natascia Valleriani

MUSICISTI
- Andrea Bernesco [chitarra]
- Tommaso Morano [batteria]

ATTORI
- Alberto Basaluzzo
- Fabio Fusco
- Rossella Micolitti
- Manuele Morroni
- Irene Nurzia-Humburg
- Ignazio Raso
- Elena Rexha
- Massimiliano Vana

PRESENTATORI
- Davide Castellucci

## Commissione
- Chicco Sfondrini - responsabile di produzione
- Bruno Voglino - preside e insegnante di conduzione televisiva
- Fioretta Mari - insegnante di recitazione e dizione
- Claudio Insegno - insegnante di recitazione
- Peppe Vessicchio - insegnante di musica
- Luca Pitteri - insegnante di canto
- Maurizio Pica  - insegnante di chitarra
- Garrison Rochelle - insegnante di ballo
- Maura Paparo - insegnante di ballo
- Jill Cooper - istruttrice di fitness

## Svolgimento della fase iniziale
Nel tabellone sono indicate le varie sfide, gli eventuali ingressi e le eliminazioni avvenute durante le due fasi della fase iniziale.
|                                        |                      | PRIMA FASE       | PRIMA FASE                                   | PRIMA FASE                                |                                                                           | SECONDA FASE                            | SECONDA FASE |
| FORMAZIONE CLASSE                      | TRABALLANTI          | SFIDE VS RISERVE | SFIDE ESTERNE                                | ESAME SBARRAMENTO                         |                                                                           |                                         |              |
| -------------------------------------- | -------------------- | ---------------- | -------------------------------------------- | ----------------------------------------- | ------------------------------------------------------------------------- | --------------------------------------- | ------------ |
|                                        | Dennis Fantina       | TITOLARE         |                                              |                                           |                                                                           | Superato                                |              |
|                                        | Marianna Scarci      | Non in gara      | Non in gara                                  | Non in gara                               | in sfida d'ingresso (VS Miriam Della Guardia) (Banco di Alessandra Piras) | Superato                                |              |
|                                        | Ermanno Rossi        | Non in gara      | Non in gara                                  | Non in gara                               | in sfida d'ingresso (VS Giuseppe)                                         | Superato                                |              |
|                                        | Antonio Baldes       | TITOLARE         |                                              |                                           |                                                                           | Superato                                |              |
|                                        | Andrea Cardillo      | TITOLARE         |                                              | in sfida (VS Andrea Bernesco)             |                                                                           | Superato                                |              |
|                                        | Leonardo Fumarola    | Non in gara      | Non in gara                                  | Non in gara                               | in sfida (VS Mario Crocetta) - I                                          | Superato                                |              |
| in sfida (VS Mario Crocetta) - II      | Leonardo Fumarola    | Non in gara      | Non in gara                                  | Non in gara                               |                                                                           | Superato                                |              |
| in sfida (VS Mario Crocetta) - III     | Leonardo Fumarola    | Non in gara      | Non in gara                                  | Non in gara                               |                                                                           | Superato                                |              |
|                                        | Valeria Monetti      | TITOLARE         | Traballante Esame Superato                   |                                           | in sfida (VS Alessandra)                                                  | Superato                                |              |
|                                        | Claudia Mannoni      | RISERVA          | RISERVA                                      | in sfida (VS Dalila Timaco)               |                                                                           | Superato                                |              |
|                                        | Antonella Loconsole  | Non in gara      | Non in gara                                  | Non in gara                               | in sfida (VS Francesca Caselli)                                           | Superato                                |              |
|                                        | Alessandro Vigilante | RISERVA          | Nuovo Titolare (Banco di Chiara Bigioni)     |                                           |                                                                           | Superato                                |              |
|                                        | Maria Pia Pizzolla   | TITOLARE         |                                              |                                           | Ultima in classifica Esame Superato                                       | Superato                                |              |
|                                        | Monica Hill          | TITOLARE         |                                              |                                           |                                                                           | Superato                                |              |
|                                        | Renato Sannio        | TITOLARE         |                                              |                                           |                                                                           | Superato                                |              |
|                                        | Paolo Idolo          | TITOLARE         | Traballante Esame Superato                   | in sfida (VS Francesco Sanniu)            | in sfida (VS Fabio Villanis) - I                                          | Superato                                |              |
| in sfida (VS Fabio Villanis) - II      | Paolo Idolo          | TITOLARE         | Traballante Esame Superato                   | in sfida (VS Francesco Sanniu)            |                                                                           | Superato                                |              |
|                                        | Miriam Della Guardia | Non in gara      | Non in gara                                  | Non in gara                               | in sfida d'ingresso (VS Marianna Scarci) (Banco di Alessandra Piras)      | Superato                                |              |
| in sfida (VS Erika Parisi)             | Miriam Della Guardia | Non in gara      | Non in gara                                  | Non in gara                               |                                                                           | Superato                                |              |
|                                        | Gigi Garretta        | TITOLARE         | Traballante Esame Superato                   |                                           |                                                                           | Superato                                |              |
|                                        | Clementina Giacente  | Non in gara      | Non in gara                                  | Non in gara                               | in sfida (VS Daniela Romano) - I                                          | Superato                                |              |
| in sfida (VS Daniela Romano) - II      | Clementina Giacente  | Non in gara      | Non in gara                                  | Non in gara                               |                                                                           | Superato                                |              |
|                                        | Michael Calandra     | RISERVA          | Nuovo Titolare (Banco di Graziano Pimpolari) |                                           |                                                                           | Superato                                |              |
|                                        | Miriam Castorina     | Non in gara      | Non in gara                                  | Non in gara                               | in sfida d'ingresso (VS Elisa) (Banco di Mirna Brancotti)                 | Superato                                |              |
|                                        | Zita Fusco           | TITOLARE         |                                              |                                           | Ultima in classifica Esame Superato                                       | Non superato                            |              |
|                                        | Gabriele Carbotti    | Non in gara      | Non in gara                                  | Non in gara                               | in sfida (VS Francesco Giannini)                                          | Non superato                            |              |
|                                        | Fred Avitaia         | TITOLARE         |                                              |                                           |                                                                           | Non superato                            |              |
|                                        | PierPaolo Astolfi    | TITOLARE         |                                              |                                           |                                                                           | Non superato                            |              |
|                                        | Francesco Giannini   | Non in gara      | Non in gara                                  | Nuovo Titolare (Banco di Manuele Morroni) | in sfida (VS Gabriele Carbotti)                                           | Eliminato                               |              |
|                                        | Erika Parisi         | TITOLARE         | Traballante Esame Superato                   | in sfida (VS Lidia Di Francescantonio)    | in sfida (VS Miriam Della Guardia)                                        | Eliminata                               |              |
|                                        | Daniela Romano       | TITOLARE         |                                              |                                           | in sfida (VS Clementina Giacente) - I                                     | Eliminata                               |              |
| in sfida (VS Clementina Giacente) - II | Daniela Romano       | TITOLARE         |                                              |                                           |                                                                           | Eliminata                               |              |
|                                        | Francesca Caselli    | TITOLARE         |                                              | in sfida (VS Natascia Valleriani)         | in sfida (VS Antonella Loconsole)                                         | Eliminata                               |              |
|                                        | Mario Crocetta       | RISERVA          | RISERVA                                      | in sfida (VS Stefano Veronese)            | in sfida (VS Leonardo Fumarola) - I                                       | Eliminato                               |              |
| in sfida (VS Leonardo Fumarola) - II   | Mario Crocetta       | RISERVA          | RISERVA                                      | in sfida (VS Stefano Veronese)            |                                                                           | Eliminato                               |              |
| in sfida (VS Leonardo Fumarola) - III  | Mario Crocetta       | RISERVA          | RISERVA                                      | in sfida (VS Stefano Veronese)            |                                                                           | Eliminato                               |              |
|                                        | Mirna Brancotti      | TITOLARE         |                                              |                                           | in sfida (VS Elisa, Raffaella, Cristina, ???)                             | Ritirata                                |              |
|                                        | Dalila Timaco        | TITOLARE         | Traballante Esame Superato                   | in sfida (VS Claudia Mannoni)             | Eliminata                                                                 | Eliminata                               |              |
|                                        | Alessia Natale       | TITOLARE         |                                              |                                           | Ritirata                                                                  | Ritirata                                |              |
|                                        | Alessandra Piras     | TITOLARE         | Traballante Esame Superato                   |                                           | Ritirata                                                                  | Ritirata                                |              |
|                                        | Marco Maestrelli     | TITOLARE         |                                              | in sfida (VS Alberto Basaluzzo)           | Ritirato                                                                  | Ritirato                                |              |
|                                        | Irene Nurzia Humburg | RISERVA          | Nuova Titolare (Banco di Joseph Giannico)    | in sfida (VS Rossella Nicolitti)          | Ultima in classifica Esame Non superato                                   | Ultima in classifica Esame Non superato |              |
|                                        | Gianmarco Careddu    | TITOLARE         |                                              | in sfida (VS Tommaso Romano)              | Ultimo in classifica Esame Non superato                                   | Ultimo in classifica Esame Non superato |              |
|                                        | Stefano Veronese     | TITOLARE         |                                              | in sfida (VS Mario Crocetta)              | Eliminato                                                                 | Eliminato                               |              |
|                                        | Graziano Pimpolari   | TITOLARE         |                                              | Ritirato                                  | Ritirato                                                                  | Ritirato                                | Ritirato     |
|                                        | Manuele Morroni      | RISERVA          | Nuovo Titolare (Banco di Marco Campanale)    | Ritirato                                  | Ritirato                                                                  | Ritirato                                | Ritirato     |
|                                        | Chiara Bigioni       | TITOLARE         | Traballante Esame Non superato               | Eliminata                                 | Eliminata                                                                 | Eliminata                               | Eliminata    |
|                                        | Marco Campanale      | TITOLARE         | Traballante Esame Non superato               | Eliminato                                 | Eliminato                                                                 | Eliminato                               | Eliminato    |
|                                        | Joseph Giannico      | TITOLARE         | Espulso                                      | Espulso                                   | Espulso                                                                   | Espulso                                 | Espulso      |

## Sfide

### prima fase
Le sfide della prima fase si disputavano tra riserve e titolari (a volte erano anche previsti dei confronti tra riserve per decretare chi avrebbe sfidato il titolare)
| SFIDE DI BALLO | SFIDE DI BALLO |
| -------------- | -------------- |

giudice interno: Garrison
| [riserva] MARIO CROCETTA           | [titolare] STEFANO VERONESE | vincitore: MARIO CROCETTA   |
| [riserva] DEBORAH AUGÈ             | [riserva] CLAUDIA MANNONI   | prosegue: CLAUDIA MANNONI   |
| [riserva] CLAUDIA MANNONI          | [titolare] DALILA TIMACO    | vincitore: CLAUDIA MANNONI  |
| [riserva] LIDIA DI FRANCESCANTONIO | [titolare] ERIKA PARISI     | vincitore: ERIKA PARISI     |
| [riserva] FRANCESCA ROTUNDO        | [titolare] ALESSANDRA PIRAS | vincitore: ALESSANDRA PIRAS |
| ---------------------------------- | --------------------------- | --------------------------- |

| SFIDE DI CANTO | SFIDE DI CANTO |
| -------------- | -------------- |

giudice interno: Luca Pitteri
| [riserva] NATASCIA VALLERIANI | [titolare] FRANCESCA CASELLI | vincitore: FRANCESCA CASELLI |
| [riserva] LUCIANO CASALINUOVO | [titolare] PAOLO IDOLO       | vincitore: PAOLO IDOLO       |
| ----------------------------- | ---------------------------- | ---------------------------- |

| SFIDE DI RECITAZIONE | SFIDE DI RECITAZIONE |
| -------------------- | -------------------- |

giudice interno: Fioretta Mari
| [riserva] ROSSELLA MICOLITTI | [titolare] IRENE NURZIA-HUMBURG | vincitore: IRENE NURZIA-HUMBURG |
| [riserva] ALBERTO BASALUZZO  | [riserva] FABIO FUSCO           | prosegue: ALBERTO BASALUZZO     |
| [riserva] ALBERTO BASALUZZO  | [riserva] IGNAZIO RASO          | prosegue: ALBERTO BASALUZZO     |
| [riserva] ALBERTO BASALUZZO  | [titolare] MARCO MAESTRELLI     | vincitore: MARCO MAESTRELLI     |
| ---------------------------- | ------------------------------- | ------------------------------- |

| SFIDE DI MUSICA | SFIDE DI MUSICA |
| --------------- | --------------- |

giudice interno: Peppe Vessicchio
| [riserva] ANDREA BERNESCO | [titolare] ANDREA CARDILLO    | vincitore: ANDREA CARDILLO    |
| [riserva] TOMMASO MORANO  | [titolare] GIAN MARCO CAREDDU | vincitore: GIAN MARCO CAREDDU |
| ------------------------- | ----------------------------- | ----------------------------- |

| SFIDE DI CONDUZIONE TELEVISIVA | SFIDE DI CONDUZIONE TELEVISIVA |
| ------------------------------ | ------------------------------ |

giudice interno: Bruno Voglino
| [riserva] DAVIDE CASTELLUCCI | [riserva] MASSIMILIANO VANA         | prosegue: MASSIMILIANO VANA         |
| [riserva] MASSIMILIANO VANA  | [titolare] ALFREDO RAFFAELE AVITAIA | vincitore: ALFREDO RAFFAELE AVITAIA |
| ---------------------------- | ----------------------------------- | ----------------------------------- |

### seconda fase
Di seguito sono riportate le sfide che si sono svolge in precedenza rispetto agli speciali del sabato.
| SFIDA DI INGRESSO CANTO | SFIDA DI INGRESSO CANTO |
| ----------------------- | ----------------------- |

giudici interni: Luca Pitteri e Peppe Vessicchio
| FRANCESCO BAGETTA | SALVATORE BRANCACCIO | DOMENICO CERABONA | MATTEO FACENNA    | MATTEO FACENNA     | FRANCESCO GIANNINI | ANTONIO GORGORETTI | MARIO MARZARI      | DANILO PAPPALARDO  | DANILO PAPPALARDO | RICCARDO SANTORO | DAVIDE SORRENTINO | MASSIMO TRAVERSI | proseguono: FRANCESCO BAGETTA FRANCESCO GIANNINI MASSIMO TRAVERSI |
| FRANCESCO BAGETTA | FRANCESCO BAGETTA    | FRANCESCO BAGETTA | FRANCESCO BAGETTA | FRANCESCO GIANNINI | FRANCESCO GIANNINI | FRANCESCO GIANNINI | FRANCESCO GIANNINI | FRANCESCO GIANNINI | MASSIMO TRAVERSI  | MASSIMO TRAVERSI | MASSIMO TRAVERSI  | MASSIMO TRAVERSI | vincitore: FRANCESCO GIANNINI                                     |
| ----------------- | -------------------- | ----------------- | ----------------- | ------------------ | ------------------ | ------------------ | ------------------ | ------------------ | ----------------- | ---------------- | ----------------- | ---------------- | ----------------------------------------------------------------- |

| SFIDE DI BALLO | SFIDE DI BALLO |
| -------------- | -------------- |

giudice interno: Garrison
| sfidante                   | titolare: ANTONIO BALDES | vincitore: ANTONIO BALDES              |
| sfidante: EMANUELE LAI     | titolare: ANTONIO BALDES | vincitore: ANTONIO BALDES              |
| sfidante: ENRICO CONSOLI   | titolare: ANTONIO BALDES | vincitore: ANTONIO BALDES              |
| riserva: GIANLUCA DI LUCA  | titolare: MARIO CROCETTA | vincitore: MARIO CROCETTA              |
| riserva: LEONARDO FUMAROLA | titolare: MARIO CROCETTA | vincitore: parità - si rifarà la sfida |
| -------------------------- | ------------------------ | -------------------------------------- |

| SFIDE DI CANTO | SFIDE DI CANTO |
| -------------- | -------------- |

giudice interno: Luca Pitteri
| sfidante                      | titolare: DENNIS FANTINA    | vincitore: DENNIS FANTINA              |
| sfidante: ALEX MASTROMARINO   | titolare: DENNIS FANTINA    | vincitore: DENNIS FANTINA              |
| sfidante                      | titolare: DENNIS FANTINA    | vincitore: DENNIS FANTINA              |
| sfidante: LISA LA TORRE       | titolare: FRANCESCA CASELLI | vincitore: FRANCESCA CASELLI           |
| sfidante: ANTONELLA LOCONSOLE | titolare: FRANCESCA CASELLI | vincitore: parità - si rifarà la sfida |
| sfidante: ANTONELLA LOCONSOLE | titolare: FRANCESCA CASELLI | vincitore: ANTONELLA LOCONSOLE         |
| ----------------------------- | --------------------------- | -------------------------------------- |

### sabato 17 novembre 2001
| SFIDA DI BALLO | SFIDA DI BALLO |
| -------------- | -------------- |

giudice interno: Garrison
| sfidante: LEONARDO FUMAROLA                                                           | titolare: MARIO CROCETTA                                                           |
| ------------------------------------------------------------------------------------- | ---------------------------------------------------------------------------------- |
| Pop degli *NSYNC                                                                      | Pop degli *NSYNC                                                                   |
| (I've Had) The Time Of My Life di Bill Medley, Jennifer Warnes [con Rossella Brescia] | (I've Had) The Time Of My Life di Bill Medley, Jennifer Warnes [con Marta Angelin] |
| vincitore: MARIO CROCETTA                                                             |                                                                                    |

### sabato 24 novembre 2001
| SFIDA DI CANTO | SFIDA DI CANTO |
| -------------- | -------------- |

giudici interni: Luca Pitteri e Maurizio Pica
| sfidante: LISA LA TORRE                   | titolare: MIRNA BRANCOTTI                 |
| ----------------------------------------- | ----------------------------------------- |
| Look At Me di Geri Halliwell              | Look At Me di Geri Halliwell              |
| vincitore: MIRNA BRANCOTTI                |                                           |
| sfidante: RAFFAELLA ZAMBELLI              | titolare: MIRNA BRANCOTTI                 |
| Primavera di Bill Medley, Jennifer Warnes | Primavera di Bill Medley, Jennifer Warnes |
| vincitore: MIRNA BRANCOTTI                |                                           |
| sfidante: CRISTINA                        | titolare: MIRNA BRANCOTTI                 |
| La tua ragazza sempre di Irene Grandi     | La tua ragazza sempre di Irene Grandi     |
| vincitore: MIRNA BRANCOTTI                |                                           |
| sfidante: RAFFAELA                        | titolare: MIRNA BRANCOTTI                 |
| Gelosia dei Dirotta su Cuba               | Gelosia dei Dirotta su Cuba               |
| La tua ragazza sempre di Irene Grandi     | La tua ragazza sempre di Irene Grandi     |
| vincitore: MIRNA BRANCOTTI                |                                           |

### sabato 1 dicembre 2001
| SFIDA DI BALLO | SFIDA DI BALLO |
| -------------- | -------------- |

giudice interno: Garrison
| sfidante: LEONARDO FUMAROLA                                   | titolare: MARIO CROCETTA                                   |
| ------------------------------------------------------------- | ---------------------------------------------------------- |
| Bella senz'anima di Riccardo Cocciante [con Rossella Brescia] | Bella senz'anima di Riccardo Cocciante [con Marta Angelin] |
| You Rock My World di Michael Jackson                          | You Rock My World di Michael Jackson                       |
| vincitore: LEONARDO FUMAROLA                                  |                                                            |

### sabato 8 dicembre 2001
- durante la settimana si è svolta la sfida:
| SFIDA DI CANTO | SFIDA DI CANTO |
| -------------- | -------------- |

giudice interno: Luca Pitteri
| sfidante: FRANCESCO SANNIU             | titolare: PAOLO IDOLO |
| -------------------------------------- | --------------------- |
| Walking Away di Craig David            |                       |
| vincitore: PAOLO IDOLO                 |                       |
| sfidante: FABIO VILLANIS               | titolare: PAOLO IDOLO |
| Perdono di Tiziano Ferro               |                       |
| Cose della vita di Eros Ramazzotti     |                       |
| vincitore: parità - si rifarà la sfida |                       |

- nello speciale del sabato si sono svolte le sfide:
| SFIDA DI BALLO | SFIDA DI BALLO |
| -------------- | -------------- |

giudice interno: Garrison
| sfidante: CLEMENTINA GIACENTE                                | titolare: DANIELA ROMANO                                    |
| ------------------------------------------------------------ | ----------------------------------------------------------- |
| Let Me Blow Ya Mind di Eve & Gwen Stefani [con Ilir Shaqiri] | Let Me Blow Ya Mind di Eve & Gwen Stefani [con Kledi Kadiu] |
| I'm A Slave 4 U di Britney Spears                            | I'm A Slave 4 U di Britney Spears                           |
| vincitore: DANIELA ROMANO                                    |                                                             |

| SFIDA DI CANTO | SFIDA DI CANTO |
| -------------- | -------------- |

giudice interno: Luca Pitteri
| sfidante: FABIO VILLANIS                        | titolare: PAOLO IDOLO       |
| ----------------------------------------------- | --------------------------- |
| Solo una volta (o tutta la vita) di Alex Britti |                             |
| Back for Good dei Take That                     | Back for Good dei Take That |
| vincitore: PAOLO IDOLO                          |                             |

### sabato 15 dicembre 2001
| SFIDA DI BALLO | SFIDA DI BALLO |
| -------------- | -------------- |

giudice interno: Garrison
| sfidante: MARIANNA SCARCI                          | titolare: ALESSANDRA PIRAS               |
| -------------------------------------------------- | ---------------------------------------- |
| Fallin' di Alicia Keys [con Ilir Shaqiri]          | Fallin' di Alicia Keys [con Kledi Kadiu] |
| Miss California di Dante Thomas                    | Miss California di Dante Thomas          |
| vincitore: nessuno - sfida rinviata a gennaio 2002 |                                          |

### sabato 12 gennaio 2002
| SFIDA DI CANTO | SFIDA DI CANTO |
| -------------- | -------------- |

giudice esterno: Mario Lavezzi
| sfidante: GABRIELE CARBOTTI          | titolare: FRANCESCO GIANNINI         |
| ------------------------------------ | ------------------------------------ |
| Truly Madly Deeply dei Savage Garden | Truly Madly Deeply dei Savage Garden |
| Se io, se lei di Biagio Antonacci    | Se io, se lei di Biagio Antonacci    |
| vincitore: GABRIELE CARBOTTI         |                                      |

### sabato 19 gennaio 2002
| SFIDA DI BALLO | SFIDA DI BALLO |
| -------------- | -------------- |

giudice esterno: Steve La Chance
| sfidante: CLEMENTINA GIACENTE                  | titolare: DANIELA ROMANO                      |
| ---------------------------------------------- | --------------------------------------------- |
| Heaven Out Of Hell di Elisa [con Ilir Shaqiri] | Heaven Out Of Hell di Elisa [con Kledi Kadiu] |
| Paid My Dues di Anastacia                      | Paid My Dues di Anastacia                     |
| vincitore: CLEMENTINA GIACENTE                 |                                               |

### sabato 26 gennaio 2002
| SFIDA DI INGRESSO DI BALLO | SFIDA DI INGRESSO DI BALLO |
| -------------------------- | -------------------------- |

giudice esterno: Franco Miseria
| MIRIAM DELLA GUARDIA                            | MARIANNA SCARCI                                 |
| ----------------------------------------------- | ----------------------------------------------- |
| Scream If You Wanna Go Faster di Geri Halliwell | Scream If You Wanna Go Faster di Geri Halliwell |
| vincitore: MARIANNA SCARCI                      |                                                 |

| SFIDA DI RECITAZIONE | SFIDA DI RECITAZIONE |
| -------------------- | -------------------- |

giudice esterno: Jaja Fiastri
| sfidante: ALESSANDRA MONTAGNA                                                | sfidante: ALESSANDRA MONTAGNA                                                | titolare: VALERIA MONETTI                                                    | titolare: VALERIA MONETTI                                                    |
| ---------------------------------------------------------------------------- | ---------------------------------------------------------------------------- | ---------------------------------------------------------------------------- | ---------------------------------------------------------------------------- |
| Un giorno... per caso di Terrel Seltzer, Ellen Simon [con Franco Castellano] | Un giorno... per caso di Terrel Seltzer, Ellen Simon [con Franco Castellano] | Un giorno... per caso di Terrel Seltzer, Ellen Simon [con Franco Castellano] | Un giorno... per caso di Terrel Seltzer, Ellen Simon [con Franco Castellano] |
| Questo amore di Jacques Prévert                                              | Questo amore di Jacques Prévert                                              | Questo amore di Jacques Prévert                                              | Questo amore di Jacques Prévert                                              |
| Rugantino di Pietro Garinei, Sandro Giovannini [con Franco Castellano]       | Roma nun fa la stupida stasera di Armando Trovajoli                          | Rugantino di Pietro Garinei, Sandro Giovannini [con Franco Castellano]       | Roma nun fa la stupida stasera di Armando Trovajoli                          |
| vincitore: VALERIA MONETTI                                                   |                                                                              |                                                                              |                                                                              |

### sabato 2 febbraio 2002
| SFIDA DI BALLO | SFIDA DI BALLO |
| -------------- | -------------- |

giudice esterno: Marco Garofalo
| sfidante: MIRIAM DELLA GUARDIA               | titolare: ERIKA PARISI                      |
| -------------------------------------------- | ------------------------------------------- |
| Calling di Geri Halliwell [con Ilir Shaqiri] | Calling di Geri Halliwell [con Kledi Kadiu] |
| Kids di Robbie Williams, Kylie Minogue       | Kids di Robbie Williams, Kylie Minogue      |
| vincitore: MIRIAM DELLA GUARDIA              |                                             |

### sabato 9 febbraio 2002
| SFIDA DI INGRESSO DI CANTO | SFIDA DI INGRESSO DI CANTO |
| -------------------------- | -------------------------- |

giudice esterno: Tosca
| MIRIAM CASTORINA                                           | ELISA KRISHNASAMY                                          |
| ---------------------------------------------------------- | ---------------------------------------------------------- |
| (You Make Me Feel Like) A Natural Woman di Aretha Franklin | Sei bellissima di Loredana Bertè                           |
| Sei bellissima di Loredana Bertè                           | (You Make Me Feel Like) A Natural Woman di Aretha Franklin |
| vincitore: MIRIAM CASTORINA                                |                                                            |

### sabato 23 febbraio 2002
| SFIDA DI INGRESSO DI BALLO | SFIDA DI INGRESSO DI BALLO |
| -------------------------- | -------------------------- |

giudice esterno: Franco Miseria
| GIUSEPPE "PEPPE" SCATÀ                                            | ERMANNO ROSSI                                                     |
| ----------------------------------------------------------------- | ----------------------------------------------------------------- |
| These Days di Jennifer Paige [con Marta Angelin]                  | These Days di Jennifer Paige [con Rossella Brescia]               |
| El Tango De Roxanne di Ewan McGregor, Josè Feliciano, Jacek Koman | El Tango De Roxanne di Ewan McGregor, Josè Feliciano, Jacek Koman |
| vincitore: ERMANNO ROSSI                                          |                                                                   |

## Classifica di gradimento
Legenda:      Immune      Esame

|     | 12/01/2002           | 19/01/2002           | 26/01/2002           | 02/02/2002           | 09/02/2002           | 16/02/2002           | 23/02/2002           | 02/03/2002           |     |
| --- | -------------------- | -------------------- | -------------------- | -------------------- | -------------------- | -------------------- | -------------------- | -------------------- | --- |
| 1°  | Leonardo Fumarola    | Chicco Careddu       | Leonardo Fumarola    | Leonardo Fumarola    | Leonardo Fumarola    | Leonardo Fumarola    | Leonardo Fumarola    | Leonardo Fumarola    | 1°  |
| 2°  | Paolo Idolo          | Leonardo Fumarola    | Antonio Baldes       | Antonio Baldes       | Antonio Baldes       | Antonio Baldes       | Antonio Baldes       | Antonio Baldes       | 2°  |
| 3°  | Monica Hill          | Daniela Romano       | Antonella Loconsole  | Antonella Loconsole  | Renato Sannio        | Zita Fusco           | Antonella Loconsole  | Alessandro Vigilante | 3°  |
| 4°  | Gigi Garretta        | Antonio Baldes       | Paolo Idolo          | Claudia Mannoni      | Antonella Loconsole  | Antonella Loconsole  | Marianna Scarci      | Antonella Loconsole  | 4°  |
| 5°  | Antonio Baldes       | Gigi Garretta        | Monica Hill          | Valeria Monetti      | Zita Fusco           | Alessandro Vigilante | Alessandro Vigilante | Paolo Idolo          | 5°  |
| 6°  | Renato Sannio        | Monica Hill          | Gigi Garretta        | Monica Hill          | Paolo Idolo          | Renato Sannio        | Andrea Cardillo      | Claudia Mannoni      | 6°  |
| 7°  | Michael Calandra     | Claudia Mannoni      | Claudia Mannoni      | Clementina Giacente  | Alessandro Vigilante | Marianna Scarci      | Claudia Mannoni      | Andrea Cardillo      | 7°  |
| 8°  | Mirna Brancotti      | Fred Avitaia         | Clementina Giacente  | Paolo Idolo          | Andrea Cardillo      | Gabriele Carbotti    | Zita Fusco           | Maria Pia Pizzolla   | 8°  |
| 9°  | Dennis Fantina       | Paolo Idolo          | Andrea Cardillo      | Gigi Garretta        | Monica Hill          | Andrea Cardillo      | Miriam Della Guardia | Renato Sannio        | 9°  |
| 10° | Fred Avitaia         | Dennis Fantina       | Dennis Fantina       | Andrea Cardillo      | Claudia Mannoni      | Claudia Mannoni      | Monica Hill          | Monica Hill          | 10° |
| 11° | Daniela Romano       | Michael Calandra     | Zita Fusco           | Erika Parisi         | Pier Paolo Astolfi   | Pier Paolo Astolfi   | Valeria Monetti      | Clementina Giacente  | 11° |
| 12° | Valeria Monetti      | Renato Sannio        | Renato Sannio        | Dennis Fantina       | Miriam Della Guardia | Monica Hill          | Paolo Idolo          | Marianna Scarci      | 12° |
| 13° | Andrea Cardillo      | Andrea Cardillo      | Valeria Monetti      | Pier Paolo Astolfi   | Michael Calandra     | Paolo Idolo          | Pier Paolo Astolfi   | Pier Paolo Astolfi   | 13° |
| 14° | Maria Pia Pizzolla   | Alessandra Piras     | Alessia Natale       | Alessia Natale       | Gabriele Carbotti    | Miriam Della Guardia | Renato Sannio        | Ermanno Rossi        | 14° |
| 15° | Pier Paolo Astolfi   | Mirna Brancotti      | Fred Avitaia         | Alessandro Vigilante | Clementina Giacente  | Alessia Natale       | Clementina Giacente  | Miriam Della Guardia | 15° |
| 16° | Alessia Natale       | Pier Paolo Astolfi   | Mirna Brancotti      | Fred Avitaia         | Gigi Garretta        | Dennis Fantina       | Gabriele Carbotti    | Valeria Monetti      | 16° |
| 17° | Irene Nurzia         | Gabriele Carbotti    | Erika Parisi         | Renato Sannio        | Fred Avitaia         | Clementina Giacente  | Michael Calandra     | Gigi Garretta        | 17° |
| 18° | Marco Maestrelli     | Erika Parisi         | Michael Calandra     | Michael Calandra     | Valeria Monetti      | Maria Pia Pizzolla   | Dennis Fantina       | Gabriele Carbotti    | 18° |
| 19° | Alessandra Piras     | Alessia Natale       | Pier Paolo Astolfi   | Gabriele Carbotti    | Maria Pia Pizzolla   | Gigi Garretta        | Gigi Garretta        | Dennis Fantina       | 19° |
| 20° | Antonella Loconsole  | Valeria Monetti      | Alessandro Vigilante | Maria Pia Pizzolla   | Dennis Fantina       | Fred Avitaia         | Fred Avitaia         | Zita Fusco           | 20° |
| 21° | Claudia Mannoni      | Antonella Loconsole  | Gabriele Carbotti    | Zita Fusco           | Alessia Natale       | Valeria Monetti      | Maria Pia Pizzolla   | Fred Avitaia         | 21° |
| 22° | Alessandro Vigilante | Alessandro Vigilante | Irene Nurzia         |                      | Marianna Scarci      | Michael Calandra     | Miriam Castorina     | Michael Calandra     | 22° |
| 23° | Erika Parisi         | Zita Fusco           | Maria Pia Pizzolla   |                      |                      |                      |                      | Miriam Castorina     | 23° |
| 24° | Zita Fusco           | Maria Pia Pizzolla   |                      |                      |                      |                      |                      |                      | 24° |
| 25° | Francesco Giannini   | Irene Nurzia         |                      |                      |                      |                      |                      |                      | 25° |
| 26° | Chicco Careddu       |                      |                      |                      |                      |                      |                      |                      | 26° |

## La sigla
La sigla della prima edizione era Fame e veniva cantata esclusivamente da Dennis Fantina, Maria Pia Pizzolla e Monica Hill.